# Charlbi Dean

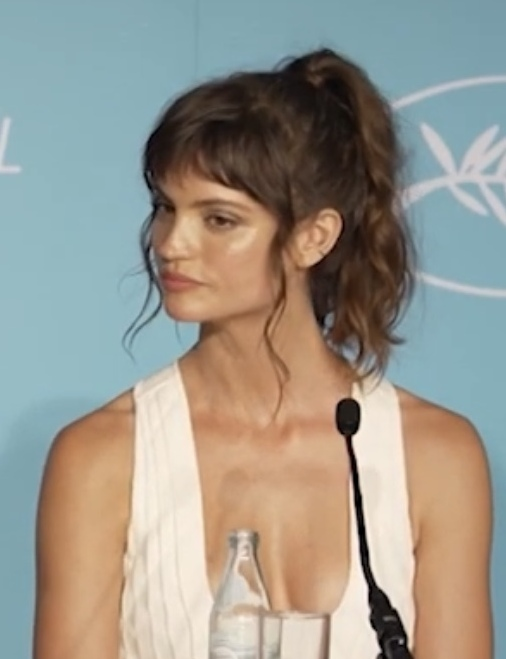
Charlbi Dean bei den Filmfestspielen von Cannes im Mai 2022

Charlbi Dean Kriek (* 5. Februar 1990 in Kapstadt; † 29. August 2022 in New York City) war eine südafrikanische Schauspielerin, die auch als Model arbeitete.

## Leben
Charlbi Dean Kriek wurde 1990 im südafrikanischen Kapstadt geboren, wo sie auch aufwuchs. Sie begann bereits im Grundschulalter als Model zu arbeiten. Mit vierzehn Jahren modelte sie professionell, verließ die High School und wurde zu Hause unterrichtet. Dean war später auf den Titelseiten der Zeitschriften Vogue und Tatler zu sehen und hatte Aufträge für verschiedene Modeunternehmen, wie Gucci, United Colors of Benetton und Ralph Lauren. 2008 war sie in einen schweren Autounfall verwickelt, bei dem sie sich Knochenbrüche und Wirbelverletzungen zuzog und in dessen Folge ihr die Milz entfernt werden musste.
Dean besuchte seit ihrer Kindheit die Waterfront-Theaterschule in Kapstadt und strebte an, als Schauspielerin ins Ausland zu gehen. Mit ihrem südafrikanischen Pass waren die Möglichkeiten an Auslandsreisen allerdings begrenzt. Als sie dann im Alter von vierzehn Jahren ein Angebot bekam, in Tokio als Model zu arbeiten, setzte sie für drei Jahre mit der Schauspielerei aus. Als ihr eine Green Card das Reisen ins Ausland endlich erleichterte, widmete sie sich wieder der Schauspielerei. Ihre erste wichtige Rolle hatte sie 2010 in dem Film Spud. In der Fernsehserie Black Lightning verkörperte sie die böse Syonide. Charlbi Dean spielte 2022 eine der Hauptrollen als Model Yaya in dem mit der Goldenen Palme ausgezeichneten Film Triangle of Sadness.
Dean erlebte den Kinostart des preisgekrönten Films nicht mehr. Sie starb am 29. August 2022 im Alter von 32 Jahren in einem Krankenhaus in New York City. Die Todesursache war eine durch Capnocytophaga verursachte bakterielle Sepsis. Charlbi Dean war seit längerer Zeit mit dem südafrikanischen Model Luke Volker liiert und hatte sich 2022 mit ihm verlobt.
Bei der Nordamerikapremiere von Triangle of Sadness auf dem Toronto International Film Festival im September 2022 würdigte Regisseur Ruben Östlund Charlbi Deans Arbeit und widmete ihr die Aufführung.

## Filmografie
- 2010: Spud
- 2013: Spud 2: The Madness Continues
- 2013: Death Race: Inferno (Death Race 3: Inferno)
- 2018: An Interview with God
- 2018–2021: Black Lightning (Fernsehserie)
- 2022: Triangle of Sadness